# Hylesia dalifex
Hylesia dalifex är en fjärilsart som beskrevs av Paul Dognin 1916. Hylesia dalifex ingår i släktet Hylesia och familjen påfågelsspinnare. Inga underarter finns listade i Catalogue of Life.